# Coracina larvata
Coracina larvata là một loài chim trong họ Campephagidae.